# Veselka (Troubsko)
Veselka je vesnice, součást obce Troubsko v okrese Brno-venkov v Jihomoravském kraji. Je jednou ze základních sídelních jednotek Troubska. Nachází se v katastrálním území Troubska, od něhož ji odděluje dálnice D1. Název pochází od hospody Na Veselce z 15. století. Veselkou prochází silnice II/602 a protéká jí Augšperský potok, nachází se zde kaple svatého Leopolda. Zástavba Veselky je díky ulici Pod vinohrady urbanisticky propojená s intravilánem sousední obce Popůvky.
Projíždí tudy autobusové linky Integrovaného dopravní systému Jihomoravského kraje čísel 161, 402 a 405.